# Frankeneck
Frankeneck é um município da Alemanha localizado no distrito (Kreis ou Landkreis) de Bad Dürkheim, na associação municipal de Verbandsgemeinde Lambrecht, no estado da Renânia-Palatinado.